# Pulwar
Das Pulwar oder Afghanischer Talwar, auch Pulowar, ist ein Schwert aus Indien und Afghanistan.

## Beschreibung
Das Pulwar hat verschiedene Klingenformen. Es gibt gebogene, säbelartige, zweischneidige Klingen, mit oder ohne Ortverbreiterung (Jelman), sowie gerade, einschneidige Klingen. Die Klingen haben einen oder mehrere, unterschiedlich stark ausgeprägte Hohlschliffe. Des Weiteren gibt es Klingen in nachfolgenden Versionen:
- einen Mittelgrat
- mehrere Mittelgrate
- glatt, ohne Hohlschliff oder Mittelgrat

Das Heft ähnelt dem Heft des Talwar und hat in der Regel einen scheibenförmigen Knauf. Der auffallendste Unterschied zum Talwar ist, dass die Parierstange zum Ort zeigend umgebogen sind. Beim Talwar sind sie gerade. Manche Klingen sind aus Damaszener Stahl gefertigt und sind oft mit dekorativen Mustern verziert. Er ist eine Version des Talwar. Der Pulwar wird von Ethnien in Indien und Afghanistan benutzt.